# Єристівське родовище
Єристівське родовище залізистих кварцитів — родовище в межах Кременчуцької магнітної аномалії, що розробляється Єристівським гірничо-збагачувальним комбінатом. 

## Загальний опис
Єристівське родовище залізистих кварцитів знаходиться в Кременчуцькому районі Полтавської області, на відстані 12 км на південний захід від залізничної станції Галещина та 30 км на північний схід від міста Кременчука. Родовище було детально досліджено в 1977-1979 роках Кременчуцькою ГДЕ ДГП «Укрпівденьгеологія» до глибини 700 м. Єристівське родовище межує з Лавриковським родовищем на півдні (сировинна база Полтавського ГЗК), на півночі – з Біланівським родовищем залізорудних кварцитів (сировинна база Біланівського ГЗК).
Єристівське родовище залізистих кварцитів розробляється відкритим способом на підставі спеціального дозволу на користування надрами від 27.08.2002 року № 2768 в межах гірничого відводу № 588 від 12 грудня 2002 року, площею 604,2 га.
Основною корисною копалиною Єристівського родовища є поклади магнетитових залізистих кварцитів. У межах родовища виділяють три промислові рудні поклади залізних кварцитів: підсвіт К25, К22 та пачки К233. Найпотужнішими покладами Єристівського родовища є поклади К25. Планується переробляти залізисті кварцити покладів підсвит К25, К22 та пачки К233 у суміші пропорційно до їх запасів з вилученням концентратів.
За зовнішніми ознаками, петрографічними даними та хіміко- мінералогічним складом залізисті кварцити поділяються на дві основні різновидності: магнетитові та кумінгтоніт-магнетитові. Магнетитові кварцити в свою чергу поділяються на червоно- та сіро- смугасті мінеральні різновиди.
Первинно запаси залізистих кварцитів Єристівського родовища були затверджені ДКЗ СРСР, протокол № 8500 від 18.04.1980 року до глибини 500 м за категоріями В+С1 у кількості 822 163 тис. тонн, категорії С2 – 49 961 тис. тонн, з вмістом заліза загального (Fe заг.) – 33,37 %, заліза зв’язаного з магнетитом (Fe маг.) – 26,43 %. Затверджені запаси були підраховані на підставі постійних кондицій затверджених ДКЗ СРСР протоколом № 1444-К від 28.03.1980 року. 
У 2015 році, у зв’язку з переоцінкою запасів родовища, ТОВ «Єристівський ГЗК» отримало Протокол ДКЗ України № 3334 від 13.03.2015 року.
Попередня потужність при повному завантаженні нового кар'єру передбачається на рівні 12 млн тонн. Собівартість видобутку на даному родовищі нижча, ніж на родовищах Полтавського ГЗК, оскільки сировина залягає ближче до поверхні.

## Історія
У червні 2002 року ПрАТ «Полтавський гірничо-збагачувальний комбінат» отримав ліцензію на промислову розробку Єристівського родовища залізної руди. Згідно з Постановою Кабінету Міністрів України № 864 Полтавському ГЗК дозволили взяти оренду на 49 років земельну ділянку над цим родовищем площею 579 га.
У липні 2006 року почалися підготовчі роботи з освоєння Єристівського родовища, розташованого за три кілометри на північ від діючого кар'єра Полтавського ГЗК.
У травні 2008 року акціонери ВАТ «Полтавський гірничо-збагачувальний комбінат» на зборах прийняли рішення про створення ТОВ «Єристовський ГЗК», у якому Полтавському ГЗК буде належати 51 %.
У 2009 році на родовищі були проведені розкривні роботи, проведена закупівля кар'єрної техніки та будівництво допоміжних приміщень.
На початку 2010 року, ТОВ «Єристівський ГЗК» отримало дозвіл на користування надрами Єристівського родовища.